# 帯広市立大空小学校
帯広市立大空小学校（おびひろしりつ おおぞらしょうがっこう）は、北海道帯広市大空町に所在した公立小学校。

## 児童
- 児童数 - 309人
  - 1年生 - 52人
  - 2年生 - 59人
  - 3年生 - 46人
  - 4年生 - 49人
  - 5年生 - 50人
  - 6年生 - 53人
  - 特別支援学級（内数）- 35人

2019年（令和元年）5月1日現在

## 進学先中学校
- 帯広市立大空中学校

2016年（平成28年）5月1日現在

## 著名な出身者

### 芸能
- 星乃夢奈[5] - YouTuber、ファッションモデル、女優、グラビアモデル